# Rajdowe Samochodowe Mistrzostwa Polski 1999
Ten artykuł dotyczy sezonu 1999 Rajdowych Samochodowych Mistrzostw Polski.

## Kalendarz
| Runda | Data          | Rajd                        | Baza               | Nawierzchnia  | Dod. kat. |        |
| ----- | ------------- | --------------------------- | ------------------ | ------------- | --------- | ------ |
| 1     | 19.02 – 20.02 | 13. Zimowy Rajd Dolnośląski | Kłodzko            | asfalt/śnieg  |           | Wyniki |
| 2     | 16.04 – 17.04 | 26. Rajd Warszawski         | Warszawa           | asfalt/szuter |           | Wyniki |
| 3     | 7.05 – 8.05   | 27. Rajd Elmot              | Świdnica           | asfalt        | ERC 2     | Wyniki |
| 4     | 27.05 – 29.05 | 56. Rajd Polski             | Kraków             | asfalt        | ERC 20    | Wyniki |
| 5     | 16.07 – 18.07 | 25. Rajd Kormoran           | Giżycko, Mikołajki | szuter        |           | Wyniki |
| 6     | 10.09 – 11.09 | 47. Rajd Wisły              | Wisła              | asfalt        | ERC 2     | Wyniki |
| 7     | 2.10 – 3.10   | 19. Rajd Karkonoski         | Jelenia Góra       | asfalt/szuter | ERC 2     | Wyniki |

## Klasyfikacje

### Klasyfikacja generalna kierowców
Punkty w klasyfikacji generalnej przyznawano za 10 pierwszych miejsc według systemu: 20-15-12-10-8-6-5-4-3-2-1. Dodatkowy punkt zdobywał kierowca, który wygrał największą liczbę OS-ów. W przypadku uzyskania najlepszego czasu na OS-ie przez większą liczbę zawodników (remis), każdy z zawodników zostawał uznany za zwycięzcę danego odcinka specjalnego. W przypadku równej liczby zwycięstw na OS-ach, o przyznaniu dodatkowego punktu decydowała mniejsza liczba remisów, a jeżeli i to kryterium nie da rezultatu, większa liczba miejsc drugich, trzecich, czwartych itd. aż do skutku, a w ostateczności wyższa pozycja w klasyfikacji generalnej rajdu. Nie uwzględniono wyników kierowców nie zgłoszonych do RSMP (startujących np. podczas Rajdu Polski). Nie zaliczano kierowców którzy nie zostali sklasyfikowani w minimum dwóch rajdach.
| Poz. | Kierowca                                              | ZIM | WAR | ELM | POL | KOR | WIS | KAR | Suma punktów |
| ---- | ----------------------------------------------------- | --- | --- | --- | --- | --- | --- | --- | ------------ |
| 1    | Krzysztof Hołowczyc                                   | 1*  | DK  | 1*  | NU* | 1*  | 1*  |     | 85           |
| 2    | Janusz Kulig                                          | 2   | 2   | NU  | NU  | 2   | 2*  | 1*  | 82           |
| 3    | Leszek Kuzaj                                          | 3   | 11  | 2   | 2   | 3   | NU  | 2   | 69           |
| 4    | Robert Gryczyński                                     | 4   | 1*  | 3   | 1   | NU  | NU  | NU  | 63           |
| 5    | Marek Gieruszczak                                     | 9   | 3   | 4   | 3   | 4   | 3   | NU  | 58           |
| 6    | Robert Herba                                          | 7   | 5   | 5   | 5   | 6   | 4   |     | 44           |
| 7    | Paweł Dytko                                           | 6   | 6   | NU  | 10  | 5   | 5   | 7   | 33           |
| 8    | Tomasz Kuchar                                         | 17  | 10  | 7   | 4   | 10  | NU  | 3   | 28           |
| 9    | Wiesław Stec                                          | 8   | 9   | 9   | 8   | NU  | 7   | 6   | 20           |
| 10   | Jarosław Pineles                                      | NU  | 8   | 6   | NU  | NU  | NU  | 4   | 19           |
| 11   | Cezary Fuchs                                          | NU  | 4   | NU  | 7   |     |     |     | 14           |
| 12   | Zbigniew Stec                                         | 5   | 7   | NU  | NU  |     |     |     | 12           |
| 13   | Tomasz Czopik                                         | NU  | 16  |     | NU  | 9   | 10  | 5   | 11           |
| 14   | Lech Koraszewski                                      |     | NU  | 12  |     | 8   | 8   | 8   | 9            |
| 15   | Mariusz Ficoń                                         | NU  | 13  |     | 6   |     |     |     | 6            |
| 16   | Krzysztof Tercjak                                     | 21  |     |     |     |     | 6   |     | 6            |
| 17   | Bartłomiej Baniowski                                  | NU  |     |     | 23  | 7   | NU  | NU  | 4            |
| 18   | Damian Gielata                                        | 11  | 12  | 8   | NU  | 11  | NU  |     | 3            |
| 19   | Jacek Jerschina                                       |     | NU  | 13  | NU  | 15  | 9   | NU  | 2            |
| 20   | Łukasz Sztuka                                         | NU  | 15  | NU  | 9   | 17  | NU  | NU  | 2            |
| 21   | Piotr Starczukowski                                   | 29  | 29  | 27  | 24  |     | 16  | 9   | 2            |
| 22   | Krzysztof Koczur                                      |     | 23  | 16  | 13  | 18  |     | 10  | 1            |
| NK   | Jan Kościuszko                                        | 10  |     | NU  | NU  | NU  | NU  |     | (1)          |
| NK   | Dariusz Poletyło                                      | NU  | NU  | 10  | NU  | NU  | NU  |     | (1)          |
|      | Klucz punktacji: 20-15-12-10-8-6-4-3-2-1              |     |     |     |     |     |     |     |              |
|      | * dodatkowy punkt za wygranie największej liczby OSów |     |     |     |     |     |     |     |              |
|      | Oznaczenia: NU – nie ukończył DK – dyskwalifikacja    |     |     |     |     |     |     |     |              |

| Kolor     | Opis                   |
| --------- | ---------------------- |
| Złoty     | Zwycięzca              |
| Srebrny   | 2. miejsce             |
| Brązowy   | 3. miejsce             |
| Zielony   | Punktowane miejsce     |
| Niebieski | Ukończył nie punktował |
| Fioletowy | Nie ukończył NU        |
| Czarny    | Wykluczony X           |
| Biały     | Nie wystartował NW     |
| Puste     | Nie brał udziału       |

| Poz. | Kierowca                                              | ZIM | WAR | ELM | POL | KOR | WIS | KAR | Suma punktów |
| ---- | ----------------------------------------------------- | --- | --- | --- | --- | --- | --- | --- | ------------ |
| 1    | Krzysztof Hołowczyc                                   | 1*  | DK  | 1*  | NU* | 1*  | 1*  |     | 85           |
| 2    | Janusz Kulig                                          | 2   | 2   | NU  | NU  | 2   | 2*  | 1*  | 82           |
| 3    | Leszek Kuzaj                                          | 3   | 11  | 2   | 2   | 3   | NU  | 2   | 69           |
| 4    | Robert Gryczyński                                     | 4   | 1*  | 3   | 1   | NU  | NU  | NU  | 63           |
| 5    | Marek Gieruszczak                                     | 9   | 3   | 4   | 3   | 4   | 3   | NU  | 58           |
| 6    | Robert Herba                                          | 7   | 5   | 5   | 5   | 6   | 4   |     | 44           |
| 7    | Paweł Dytko                                           | 6   | 6   | NU  | 10  | 5   | 5   | 7   | 33           |
| 8    | Tomasz Kuchar                                         | 17  | 10  | 7   | 4   | 10  | NU  | 3   | 28           |
| 9    | Wiesław Stec                                          | 8   | 9   | 9   | 8   | NU  | 7   | 6   | 20           |
| 10   | Jarosław Pineles                                      | NU  | 8   | 6   | NU  | NU  | NU  | 4   | 19           |
| 11   | Cezary Fuchs                                          | NU  | 4   | NU  | 7   |     |     |     | 14           |
| 12   | Zbigniew Stec                                         | 5   | 7   | NU  | NU  |     |     |     | 12           |
| 13   | Tomasz Czopik                                         | NU  | 16  |     | NU  | 9   | 10  | 5   | 11           |
| 14   | Lech Koraszewski                                      |     | NU  | 12  |     | 8   | 8   | 8   | 9            |
| 15   | Mariusz Ficoń                                         | NU  | 13  |     | 6   |     |     |     | 6            |
| 16   | Krzysztof Tercjak                                     | 21  |     |     |     |     | 6   |     | 6            |
| 17   | Bartłomiej Baniowski                                  | NU  |     |     | 23  | 7   | NU  | NU  | 4            |
| 18   | Damian Gielata                                        | 11  | 12  | 8   | NU  | 11  | NU  |     | 3            |
| 19   | Jacek Jerschina                                       |     | NU  | 13  | NU  | 15  | 9   | NU  | 2            |
| 20   | Łukasz Sztuka                                         | NU  | 15  | NU  | 9   | 17  | NU  | NU  | 2            |
| 21   | Piotr Starczukowski                                   | 29  | 29  | 27  | 24  |     | 16  | 9   | 2            |
| 22   | Krzysztof Koczur                                      |     | 23  | 16  | 13  | 18  |     | 10  | 1            |
| NK   | Jan Kościuszko                                        | 10  |     | NU  | NU  | NU  | NU  |     | (1)          |
| NK   | Dariusz Poletyło                                      | NU  | NU  | 10  | NU  | NU  | NU  |     | (1)          |
|      | Klucz punktacji: 20-15-12-10-8-6-4-3-2-1              |     |     |     |     |     |     |     |              |
|      | * dodatkowy punkt za wygranie największej liczby OSów |     |     |     |     |     |     |     |              |
|      | Oznaczenia: NU – nie ukończył DK – dyskwalifikacja    |     |     |     |     |     |     |     |              |

| Kolor     | Opis                   |
| --------- | ---------------------- |
| Złoty     | Zwycięzca              |
| Srebrny   | 2. miejsce             |
| Brązowy   | 3. miejsce             |
| Zielony   | Punktowane miejsce     |
| Niebieski | Ukończył nie punktował |
| Fioletowy | Nie ukończył NU        |
| Czarny    | Wykluczony X           |
| Biały     | Nie wystartował NW     |
| Puste     | Nie brał udziału       |

Pogrubioną czcionką wyróżniono zdobywców tytułów Mistrzów i Wicemistrzów Polski

### Grupa N[1]
Grupa N – Samochody turystyczne wyprodukowane w co najmniej 2 500 egzemplarzach, w ciągu kolejnych 12 miesięcy. Prawie całkowity zakaz przeróbek mających na celu poprawienie osiągów samochodu.
| Msc | Kierowca     | Samochód                     | Punkty |
| --- | ------------ | ---------------------------- | ------ |
| 1   | Robert Herba | Mitsubishi Lancer Evo V / VI | 50     |
| 2   | Paweł Dytko  | Mitsubishi Lancer Evo IV     | 35     |
| 3   | Wiesław Stec | Mitsubishi Lancer Evo III    | 22     |

### Formuła 2[1]
Formuła 2 – Samochody gr. A lub N z napędem na jedną oś, o pojemności skokowej silnika do 2000 cm³, bez turbodoładowania. Do kategorii tej zaliczano też tzw. „kit cars”
| Msc | Kierowca       | Samochód                                   | Punkty |
| --- | -------------- | ------------------------------------------ | ------ |
| 1   | Tomasz Kuchar  | Volkswagen Golf Kit Car                    | 51     |
| 2   | Damian Gielata | Seat Ibiza GTi 16V / Skoda Felicia Kit Car | 28     |
| 3   | Michał Bębenek | Renault Clio Williams                      | 20     |

### Klasa A-6[1]
kl. A-6 – do 1600 cm³, Grupa A – Samochody turystyczne wyprodukowane w co najmniej 2 500 egzemplarzach, w ciągu kolejnych 12 miesięcy z dużą liczbą możliwych przeróbek polepszających osiągi pojazdu. Do grupy A zaliczano też pojazdy kategorii WRC (World Rally Cars). W samochodach tych dopuszczano bardzo duże modyfikacje w stosunku do modelu bazowego. Roczna produkcja samochodu WRC nie mogła być mniejsza niż 20 egzemplarzy, z tym że model bazowy musiał być produkowany w serii co najmniej 25 000 sztuk rocznie.
| Msc | Kierowca         | Samochód                                  | Punkty |
| --- | ---------------- | ----------------------------------------- | ------ |
| 1   | Jacek Jerschina  | Peugeot 106 Maxi                          | 26     |
| 2   | Tomasz Kochański | Daewoo Lanos / Toyota Corolla             | 21     |
| 3   | Łukasz Sztuka    | Skoda Felicia Kit Car / Ford Puma Kit Car | 20     |

### Klasa A-5[1]
kl. A-5 – do 1400 cm³, Grupa A – Samochody turystyczne wyprodukowane w co najmniej 2 500 egzemplarzach, w ciągu kolejnych 12 miesięcy z dużą liczbą możliwych przeróbek polepszających osiągi pojazdu. Do grupy A zaliczano też pojazdy kategorii WRC (World Rally Cars). W samochodach tych dopuszczano bardzo duże modyfikacje w stosunku do modelu bazowego. Roczna produkcja samochodu WRC nie mogła być mniejsza niż 20 egzemplarzy, z tym że model bazowy musiał być produkowany w serii co najmniej 25 000 sztuk rocznie.
| Msc | Kierowca            | Samochód     | Punkty |
| --- | ------------------- | ------------ | ------ |
| 1   | Piotr Starczukowski | Nissan Micra | 30     |
| 2   | Adam Piskozub       | Nissan Micra | 12     |
| 3   | Jerzy Mazur         | Nissan Micra | 8      |

### Klasa N-3[1]
N-3 – do 2000 cm³
| Msc | Kierowca         | Samochód              | Punkty |
| --- | ---------------- | --------------------- | ------ |
| 1   | Michał Bębenek   | Renault Clio Williams | 50     |
| 2   | Aleksander Bubel | Opel Astra GSi 16V    | 26     |
| 3   | Marek Glier      | Opel Astra GSi 16V    | 24     |

### Klasa N-1[1]
kl. N-1 – do 1150 cm³
| Msc | Kierowca           | Samochód                                           | Punkty |
| --- | ------------------ | -------------------------------------------------- | ------ |
| 1   | Jan Chudzikiewicz  | Fiat Cinquecento Sporting                          | 32     |
| 2   | Michał Gołębiowski | Fiat Seicento Sporting / Fiat Cinquecento Sporting | 26     |
| 3   | Marek Ryndak       | Fiat Cinquecento Sporting                          | 24     |

### Punktacja RSMP – klasyfikacja indywidualna o Puchar Peugeot[2][1]
| Msc | Kierowca         | Pilot            | Samochód           | Punkty |
| --- | ---------------- | ---------------- | ------------------ | ------ |
| 1   | Marcin Turski    | Przemysław Bosek | Peugeot 106 Rallye | 242    |
| 2   | Krzysztof Koczur | Ryszard Ciupka   | Peugeot 106 Rallye | 214    |
| 3   | Adam Szyma       | Jarosław Gieras  | Peugeot 106 Rallye | 194    |

### Puchar Seicento Sporting[1]
kl. N-PSS – Puchar Seicento Sporting – samochody Fiat Seicento Sporting gr. N. Startować mogli zawodnicy do 30 roku życia. Zawodnicy byli zobowiązani do uczestnictwa w co najmniej 4 eliminacjach RSMP.
| Msc | Kierowca              | Samochód               | Punkty |
| --- | --------------------- | ---------------------- | ------ |
| 1   | Damian Jurczak        | Fiat Seicento Sporting | 240    |
| 2   | Sebastian Lewandowski | Fiat Seicento Sporting | 221    |
| 3   | Maciej Woda           | Fiat Seicento Sporting | 210    |

### Klasyfikacja zespołów producentów[1]
W klasyfikacji zespołów producentów zgłoszony mógł być zespół, który legitymował się licencją sponsorską wydaną przez PZM ważną 1 rok kalendarzowy i którego wyłącznym lub jednym z partnerów jest firma będąca producentem lub oficjalnym importerem marki samochodowej na terenie RP. Każda z takich firm może zgłosić tylko jeden zespół.
Zespół stanowił 1 – 2 samochody. Punkty do klasyfikacji zespołów producentów przyznawano tylko najwyżej sklasyfikowanej załodze każdego zespołu w każdym rajdzie.
Klasyfikacja zespołów producentów prowadzona była w każdym rajdzie w wypadku zgłoszenia minimum jednego takiego zespołu.
| Msc | Zespół | Punkty |
| --- | ------ | ------ |
| 1   | Toyota | 30     |
| 2   | Seat   | 12     |

### Klasyfikacja zespołów sponsorskich[1]
W klasyfikacji zespołów sponsorskich zgłoszony mógł być zespół, który legitymował się licencją sponsorską wydaną przez PZM ważną 1 rok kalendarzowy.
Zespół stanowił 1 – 3 samochody. Punkty do klasyfikacji zespołów sponsorskich przyznawano tylko najwyżej sklasyfikowanej załodze każdego zespołu w każdym rajdzie.
Klasyfikacja zespołów sponsorskich w rajdzie prowadzono była, jeżeli w rajdzie wystartowały co najmniej 2 zgłoszone zespoły.
| Msc | Zespół                        | Punkty |
| --- | ----------------------------- | ------ |
| 1   | Marlboro / Mobil 1 Rally Team | 40     |
| 2   | Mobil 1 Rally Team            | 34     |
| 3   | Nissan Mazur Motorsport       | 17     |